# Антон Рубинщайн
Антон Григориевич Рубинщайн (на руски: Анто́н Григо́рьевич Рубинште́йн) е руски пианист, композитор и диригент.
Роден е на 28 ноември (16 ноември стар стил) 1829 година в Офатинци, Подолска губерния, в заможно еврейско семейство на арендатори на земи, което малко по-късно се премества в Москва. Негов брат е пианистът Николай Рубинщайн, учител на Чайковски. От детска възраст свири на пиано и изнася успешни концерти в цяла Западна Европа. Учредител е на Санктпетербургската консерватория и съидейник за създаването на Московската консерватория заедно с брат си.
Антон Рубинщайн умира на 20 ноември (8 ноември стар стил) 1894 година в Петерхоф.